# Pepelu
José Luis García Vayá, plus connu sous le nom de Pepelu, né le 11 août 1998 à Dénia en Espagne, est un footballeur espagnol évoluant au poste de milieu défensif au Valence CF.

## Biographie

### Débuts professionnels
Né à Dénia en Espagne, Pepelu est formé au Levante UD. Il signe son premier contrat professionnel à 17 ans, le 20 août 2015. Il joue son premier match en professionnel le 15 décembre 2015, à l'occasion d'une rencontre de coupe d'Espagne face à l'Espanyol de Barcelone. Il entre en jeu en cours de partie ce jour-là, et son équipe s'incline par deux buts à un. 
Lors de la saison 2017-2018, Pepelu est prêté à l'Hércules Alicante.

### CD Tondela
Pepelu est prêté pour la saison 2019-2020 au CD Tondela, au Portugal. Il joue son premier match sous ses nouvelles couleurs le 3 août 2019, à l'occasion d'une rencontre de coupe de la Ligue portugaise face au FC Penafiel. Il est titularisé mais son équipe est battue par un but à zéro. Il est de nouveau titularisé lors de la première journée de championnat, le 12 août suivant contre le Vitória de Setúbal (0-0).

### Vitória SC
Le 8 septembre 2020 il est prêté pour une saison au Vitória SC,. Il joue son premier match le 18 septembre 2020 contre le Belenenses SAD, lors de la première journée de la saison 2020-2021 de Liga NOS. Il est titularisé et son équipe s'incline par un but à zéro. Il inscrit son premier et unique but de la saison le 17 février 2021 contre le SC Farense, en championnat (2-2 score final).

### Retour à Levante
Après plusieurs prêts, Pepelu fait son retour à Levante lors de l'été 2021. Le 9 juin 2022, il prolonge son contrat avec le club jusqu'en juin 2032, un bail longue durée assez rare dans le milieu. 

### Valence CF
Le 8 juillet 2023, Pepelu rejoint le Valence CF, rivaux historiques de Levante qu'il rejoint seulement un an après la signature de son dernier contrat. Il s'engage pour cinq ans, soit jusqu'en juin 2028 avec son nouveau club.

### En sélection
Avec l'équipe d'Espagne des moins de 17 ans, Pepelu inscrit deux buts lors de l'année 2014 : tout d'abord en amical contre l'Allemagne, puis face au Luxembourg, lors des éliminatoires du championnat d'Europe. Il se voit ensuite retenu afin de  participer à la phase finale du championnat d'Europe des moins de 17 ans 2015, qui se déroule en Bulgarie. Lors de cette compétition, il joue quatre matchs, tous en tant que titulaire. L'Espagne se classe sixième du tournoi.
Pepelu fête sa première sélection avec l'équipe d'Espagne espoirs en étant titularisé lors d'un match amical face à l'Allemagne le 10 octobre 2019. Les deux équipes font match nul ce jour-là (1-1).

## Statistiques
| Saison                | Club                     | Championnat           | Championnat | Championnat | Championnat | Coupe nationale | Coupe nationale | Coupe nationale | Coupe de la Ligue | Coupe de la Ligue | Coupe de la Ligue | Total | Total | Total |
| Saison                | Club                     | Division              | M.          | B.          | P.d.        | M.              | B.              | P.d.            | M.                | B.                | P.d.              | M.    | B.    | P.d.  |
| 2015-2016             | Levante UD               | Liga                  | -           | -           | -           | 1               | 0               | 0               | -                 | -                 | -                 | 1     | 0     | 0     |
| 2021-2022             | Levante UD               | Liga                  | 29          | 0           | 0           | 1               | 0               | 1               | -                 | -                 | -                 | 30    | 0     | 1     |
| 2022-2023             | Levante UD               | Liga Adelante         | 43          | 1           | 2           | 2               | 0               | 0               | -                 | -                 | -                 | 45    | 1     | 2     |
| Sous-total            | Sous-total               | Sous-total            | 72          | 1           | 2           | 4               | 0               | 1               | -                 | -                 | -                 | 76    | 1     | 3     |
| 2017-2018             | Hércules Alicante (prêt) | Primera Federación    | 30          | 0           | 0           | 2               | 0               | 0               | -                 | -                 | -                 | 32    | 0     | 0     |
| 2019-2020             | CD Tondela (prêt)        | Liga Sagres           | 33          | 2           | 4           | 1               | 0               | 0               | -                 | -                 | -                 | 34    | 2     | 4     |
| 2020-2021             | Vitória SC (prêt)        | Liga Sagres           | 30          | 1           | 0           | 2               | 0               | 0               | 1                 | 0                 | 0                 | 33    | 1     | 0     |
| 2023-2024             | Valence CF               | Liga                  | 37          | 7           | 2           | 2               | 1               | 0               | -                 | -                 | -                 | 39    | 8     | 2     |
| 2024-2025             | Valence CF               | Liga                  | 34          | 2           | 2           | 5               | 1               | 1               | -                 | -                 | -                 | 39    | 3     | 3     |
| Sous-total            | Sous-total               | Sous-total            | 71          | 9           | 4           | 7               | 2               | 1               | -                 | -                 | -                 | 78    | 11    | 5     |
| Total sur la carrière | Total sur la carrière    | Total sur la carrière | 236         | 13          | 10          | 17              | 2               | 2               | 1                 | 0                 | 0                 | 254   | 15    | 12    |